# 112-я танковая дивизия
112-я танковая дивизия — воинское соединение Красной армии Вооружённых Сил СССР в Великой Отечественной войне.
Сокращённое наименование — 112 тд.

## История формирования
Дивизия ведёт свою историю от Киевской отдельной учебной автороты на базе которой в 1932 году в Киеве сформирована 2-я отдельная механизированная бригада, которая в 1938 году участвовала в Хасанских боях. В 1938 году, в связи с переходом на новые штаты № 10/810, бригада была переименована во 2-ю отдельную танковую бригаду, в октябре этого же года была преобразована в 42-ю отдельную легкотанковую бригаду. 3 марта 1941 года бригада была переформирована в 122-й танковый полк 239-й стрелковой дивизии 30-го механизированного корпуса.
На базе 122-го танкового и 813-го мотострелкового полков, автотранспортного и ремонтно-восстановительного батальонов 239-й стрелковой дивизии была сформирована 112-я танковая дивизия. Формирование проходило в период с 15 по 30 августа 1941 года в городе Ворошилов Уссурийской области Приморского края. 124-й танковый полк формировался на базе 1-го и 2-го танковых батальонов, 125-й — на базе 3-го и 4-го батальонов 122-го танкового полка.
После завершения укомплектования дивизия имела: личный состав — 6214 человек; танков Т-26 — 212; машин — 618; пушек 76мм — 22; пушек ПТО 45мм — 16; пушек зенитных 37-мм пушек 37мм — 8.
К середине октября 1941 года 112-я танковая дивизия была готова к отправке на фронт. Первый эшелон с частями дивизии были отправлены 21 октября, последний — 23 октября 1941 года.
Потери дивизии начались ещё в дороге: 4 ноября на железнодорожном перегоне Рязань — Москва, в 80 километрах от Москвы, эшелон управления дивизии подвергся бомбардировке немецкими самолётами, в результате четверо красноармейцев были ранены. На следующий день на станции Подлипки под налёт попал 112-й автотранспортный батальон дивизии, в результате два человека погибло и одиннадцать было ранено, также сгорело: автомашина ЗИС-5 и 780 снарядов и мин.
Переформирование дивизии
На основании приказа военного совета 50-й армии от 2 января 1942 года 112-я танковая дивизия переформирована в 112-ю танковую бригаду. При этом 112-й артиллерийский полк ПТО, 112-й отдельный артиллерийский дивизион и 112-й отдельный автотранспортный батальон (без одной роты) были переданы в состав 50-й армии, кроме того было передано 123 автомашины различного назначения.

## Участие в боевых действиях
Период вхождения в действующую армию: 5 ноября 1941 года — 3 января 1942 года.

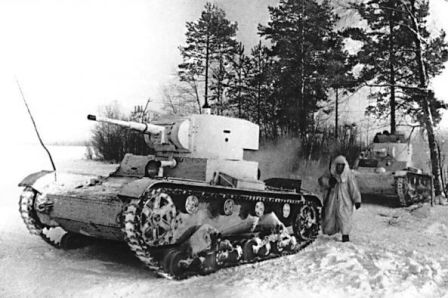
Лёгкие танки Т-26 во время битвы под Москвой

5 ноября 1941 года эшелоны с частями дивизии начали прибывать на станцию Подольск. Вечером 7 ноября, закончилась разгрузка семнадцати эшелонов дивизии. Части сосредоточились в районе севернее и западнее Подольска, дивизия находилась в резерве Ставки ВГК. 10 ноября дивизия была передана в резерв Западного фронта. Части дивизии совершили ночной марш и сосредоточились в районе Лопасня. 11 ноября один взвод 124-го танкового полка был направлен в село Богородское (50 км от Серпухова), в распоряжение командира 843-го стрелкового полка 238-й стрелковой дивизии.
12 ноября дивизия вошла в состав группы генерал-майора П. А. Белова, с целью не дать противнику захватить Тулу. По приказу И. В. Сталина из района Серпухова совместно с правофланговыми соединениями 16-й армии генерала К. К. Рокоссовского 112-я танковая дивизия должна была нанести удар во фланг 4-й немецкой армии, изготовившейся к решительному удару на Москву.

### Оборона Тулы
Днём боевого крещения дивизии и её командира стало 16 ноября 1941 года. Соединение вместе с другими войсками перешло в наступление в направлении Малеево — Вязовня — Высокиничи, но, натолкнувшись на сильное сопротивление, существенных результатов добиться не смогло. В течение нескольких дней дивизия дралась западнее и северо-западнее Серпухова.
Первым в дивизии, в боях под Тулой, боевое крещение получил 124-й танковый полк, которым командовал полковник И. Д. Меньшов. В оборонительных боях под Тулой 112-я танковая дивизия нанесла противнику контрудар, а затем перешла в наступление, прикрывая дорогу Серпухов — Тула, дивизия вышла на линию Шепилово — Железня.
В итоге недельных боёв дивизия Гетмана и группа генерала Белова освободили семь населённых пунктов, сорвали наступление 13-го корпуса немцев и удержали Серпухов. После этих боёв дивизию полковника Гетмана срочно перебросили под Каширу, где находились госпитали и тыловые службы фронта, для ликвидации немецкого прорыва.
В связи с прорывом под Тулой 2-й танковой группы Г. Гудериана советской оборонительной линии, 50-й армии генерала И. В. Болдина 112-я дивизия была переброшена для обороны г. Каширы и Каширской электростанции. Вплоть до начала контрнаступления дивизия выполняла роль «пожарной команды», проводя контрудары по флангам групп противника, прорывавших в районе Тулы тонкую линию обороны то 50-й, то 49-й армий.

### Бои на Каширском направлении
112-я танковая дивизия, совершив стокилометровый марш, с ходу вступила в бой с танками противника под Каширой. Немцы прорвались к окраинам Каширы, попытались форсировать речку Мутенку. Путь немцам преградили зенитчики 352-го отдельного зенитного артдивизиона майора А. П. Смирнова. Под Каширой вместе с дальневосточной танковой дивизией против немецких войск сражалась 173-я стрелковая дивизия.

 Ступино. Белову.
22.30. Продолжаю вести бой за овладение Павловским, Нефедьевым. Противник — до полка, с танками. Дороги минированы, подорвалась одна машина. Ищу обход справа.

Комдив Гетман, комиссар Безносов.— Донесение полковника Гетмана о ходе боёв

### Бои за Тулу
В конце ноября — начале декабря 1941 года положение на фронте в районе Тулы ухудшилось. Немцам удалось прорвать оборону 50-й армии и вклиниться в оборону советских войск. На помощь Туле в числе других соединений была выдвинута 112-я танковая дивизия полковника Гетмана. Танки совершили сорокакилометровый марш и вовремя вышли на исходные рубежи.
30 ноября передовой отряд 112-й танковой дивизии столкнулся с противником в деревне Нефедьево. Отойдя в Павловское (Ясногорский район) и организовав круговую противотанковую оборону, отряд принял бой с превосходящими силами противника — 15 средних танков с десантом. К ночи 1 декабря остатки отряда заняли рубеж на реке Беспута, потеряв 28 человек и 7 танков.
6 декабря 1941 года войска Западного фронта перешли в наступление. 112-я танковая дивизия повела наступление на Ревякино. В результате трёхдневного боя танкисты 112-й танковой дивизии совместно со стрелками 340-й стрелковой дивизии разгромили Руднево-Ревякинскую группировку и отбросили немцев от Тулы.
8 декабря соединение было передано 50-й армии и в её составе участвовало в боях по освобождению Ясной Поляны и Щекино.
9 декабря город Венёв встречал своих освободителей. Первыми ворвались в город разведчики 1315-го стрелкового полка — лейтенант Савенок, сержант Мисанов и младший политрук Какин. Продвигаясь с боями дальше, танкисты 112-й танковой дивизии и стрелки только-что подошедшей 217-й стрелковой дивизии вели бой за Горюшино.
14 декабря была освобождена Ясная Поляна.
Удар 112-й танковой дивизии во фланг каширской группировки Гудериана сорвал планы немцев и замедлил их продвижение. В результате этих боёв между флангами армии Гудериана образовался широкий разрыв. Советское командование приняло решение — использовать эту брешь для глубокого прорыва в тыл врага. Подвижной группе генерал-майора Попова предстояло совершить бросок к Оке, форсировать реку и завязать бой за Калугу. Основной ударной силой подвижной группы стала 112-я танковая дивизия.

### Бои за Калугу
Марш по тылам противника начался в ночь на 16 декабря. Танки двигались по сильно пересечённой местности, а гололёд и снежные заносы затрудняли движение. Путь для всей колонны пробивал КВ.
21 декабря подвижная группа вышла к Калуге и завязала бои за переправы через Оку. Первым переправился через реку Ока батальон капитана С. В. Трефилова. Отбивая контратаки немцев в тяжёлом положении оказался командный пункт 112-го мотострелкового полка. Осколками снаряда тяжело ранило командира роты Пыбкина. Разгром немецких опорных пунктов возлагался на роту тяжёлых танков 131-го отдельного танкового батальона старшего лейтенанта И. И. Гусаковского. В течение недели продолжались упорные бои в самой Калуге. Исход борьбы с противником решила совместная атака 112-й танковой дивизии, 154-й стрелковой дивизии и других соединений 50-й армии.

### Контратака немцев
Тыловые части дивизии в Алексеевке и Зябках подверглись атаке. Около батальона немецкой пехоты, усиленной миномётами, ворвалось в села. Создалась угроза расчленения 112-й танковой дивизии, срыва снабжения продовольствием и боеприпасами. Командир 112-го артиллерийского полка майор Н. Б. Лившиц приказал выкатить орудия на открытые позиции. Первой открыла огонь батарея лейтенанта И. И. Чеботарёва. Осколки буквально скосили немецкую пехоту, атака была отбита.

## Состав
- Управление дивизии (штат № 010/44);
- 112-я отдельная рота управления (штат № 010/45);
- 112-й отдельный разведывательный батальон (штат № 010/46) (командир майор Пальцев Александр Васильевич);
- 124-й танковый полк (штат № 010/47) (до 20.11.1941) (командир подполковник Меньшов Иван Дмитриевич);
- 125-й танковый полк (штат № 010/47) (командир подполковник Скуба Максим Климентьевич);
- 112-й мотострелковый полк (штат № 010/48) (командир майор Галеев Салах Галеевич);
- 112-й артиллерийский полк ПТО (штат № 010/49) (командир майор Лившиц Наум Борисович);
- 112-й отдельный зенитно-артиллерийский дивизион (штат № 010/50);
- 112-я отдельная ремонтно-восстановительная рота (штат № 010/51);
- 112-й автотранспортный батальон (штат № 010/52);
- 302-я полевая касса Госбанка[2][3]

## В составе
| Подчинение      | Подчинение            | Подчинение | Подчинение | Подчинение |
| Дата            | Фронт (округ)         | Армия      | Корпус     | Примечания |
| --------------- | --------------------- | ---------- | ---------- | ---------- |
| 01.09.1941 года | Дальневосточный фронт | 1-я армия  | -          | -          |
| 01.10.1941 года | Дальневосточный фронт | 1-я армия  | -          | -          |
| 01.11.1941 года | Резерв Ставки ВГК     | -          | -          | -          |
| 01.12.1941 года | Западный фронт        | 49-я армия | -          | -          |
| 01.01.1942 года | Западный фронт        | 50-я армия | -          | -          |

## Командование дивизии

### Командир дивизии
- Гетман, Андрей Лаврентьевич (09.09.1941 — 03.01.1942), полковник[8]

### Заместитель командира по строевой части
- Михайлов Платон Юрьевич (09.09.1941 — 03.01.1942), подполковник, полковник[2]

### Военный комиссар дивизии
- Безносов Ефим Викторович (09.09.1941 — 03.01.1942), полковой комиссар[9]

### Начальники штаба дивизии
- Леонов Михаил Трофимович (09.09.1941 — 03.01.1942), майор, подполковник[2]

### Начальник политотдела
- Шалунов Василий Михайлович (09.09.1941 — 03.01.1942), старший батальонный комиссар[2][9]

## Память
- 112-я танковая дивизия упомянута на плите мемориального комплекса «Воинам-сибирякам», Ленино-Снегирёвский военно-исторический музей.
- 9 мая 1980 года, в день 35-летия Победы на Советской площади города Чехов был торжественно открыт монумент с танком Т-34-85 с надписью на мемориальной табличке «Здесь, вместе с 17-й стрелковой дивизией в ноябре 1941 года сражалась, не пропустив врага к Лопасне, 26-я танковая бригада. Отсюда, через Лопасню проследовала на защиту Серпухова 112-я танковая дивизия. Танк фронтовой. Установлен в 1980 году.»

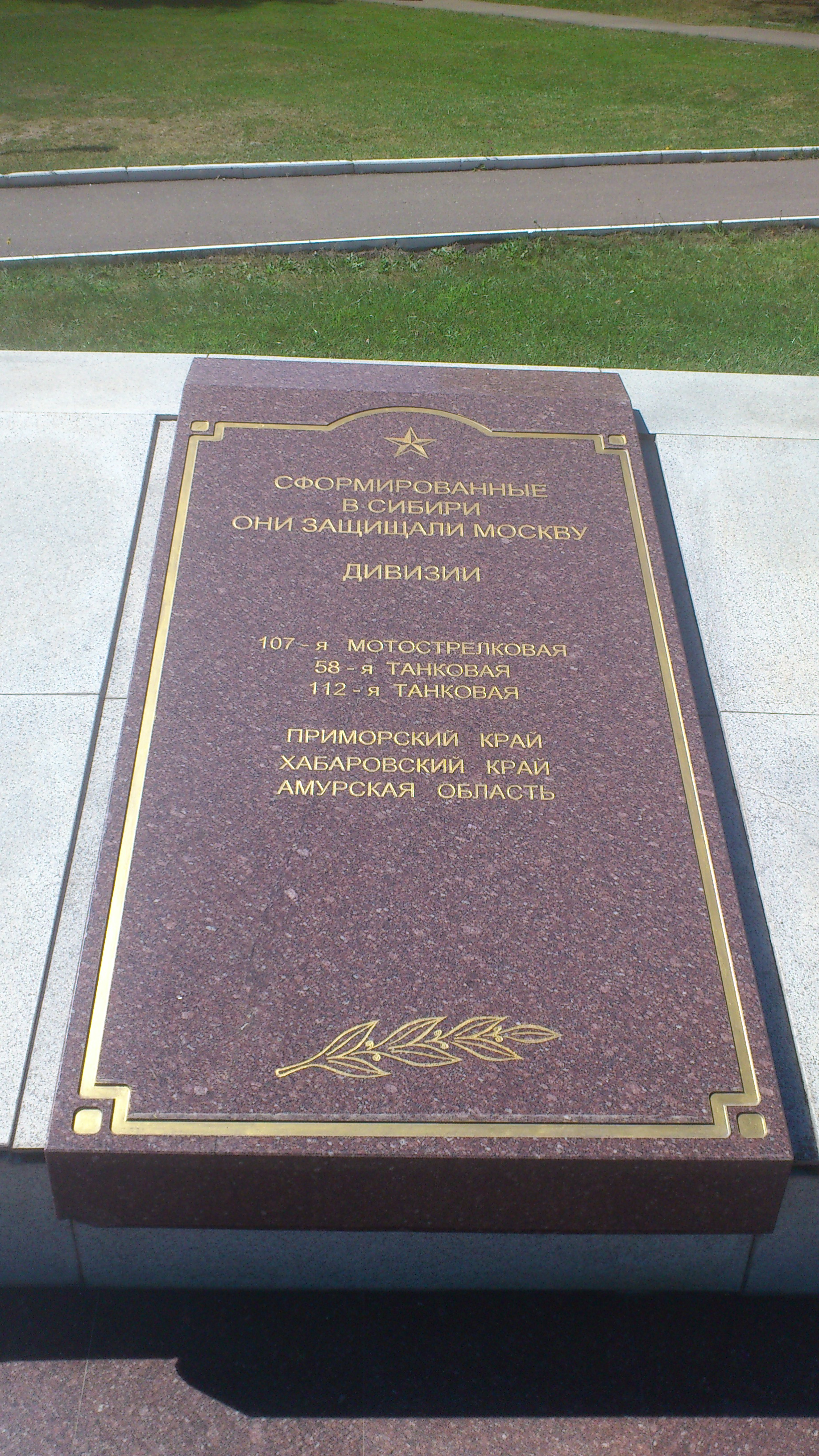
«Сформированные в Сибири, они защищали Москву» — на плите мемориального комплекса «Воинам-сибирякам».
Мемориальный комплекс «Воинам-сибирякам», Ленино-Снегирёвский военно-исторический музей.
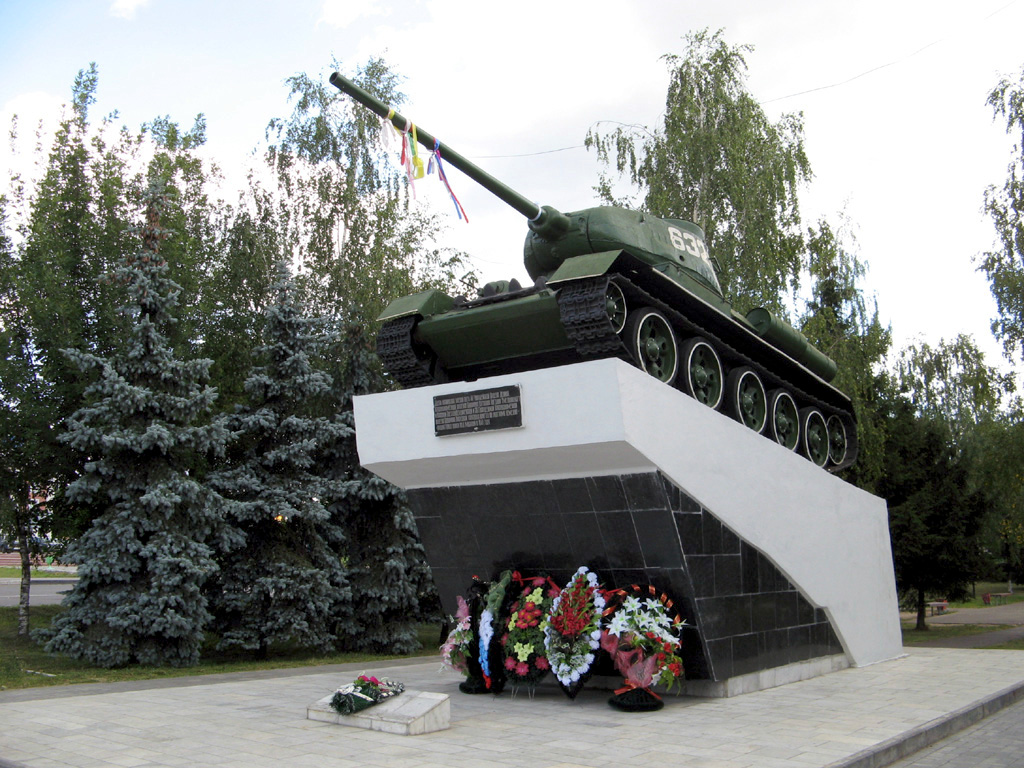
Памятник-танк на центральной площади города Чехов